# لودوویکو مورسی
لودوویکو مورسی (انگلیسی: Ludovico Moresi؛ زادهٔ ۲۴ مهٔ ۱۹۸۰) بازیکن فوتبال اهل ایتالیا است.
از باشگاه‌هایی که در آن بازی کرده‌است می‌توان به باشگاه فوتبال ویرتوس لانچانو، باشگاه فوتبال آولینو، و باشگاه فوتبال لوگانو اشاره کرد.